# St.-Lucia-Schlankblindschlange
Die St.-Lucia-Schlankblindschlange (Tetracheilostoma breuili, Syn.: Leptotyphlops breuili, englisch St. Lucia Threadsnake) ist eine Schlangenart aus der Familie der Schlankblindschlangen (Leptotyphlopidae), die auf Saint Lucia endemisch ist. Die Art wurde im Jahr 2008 von Blair Hedges wissenschaftlich beschrieben.

## Name
Die Art wurde zu Ehren von Michel Breuil benannt, einem Herpetologen, der über die Fauna der Antillen geforscht hat.

## Beschreibung
Adulte Tiere haben eine Gesamtlänge von im Mittel 119 mm. Die Schlange hat in der Körpermitte 14 Schuppenreihen.
Die Grundfarbe des Körpers ist oberseits dunkelbraun bis schwarz mit zwei gelblichen Seitenstreifen. Von den eng verwandten Arten Tetracheilostoma bilineatus (Martinique) und Tetracheilostoma carlae (Barbados) unterscheidet sie sich durch zwei Flecken hinter dem Kopf und einen dunkleren Schwanz.

## Lebensweise
Die Art lebt in den Tropischen Regenwäldern von St. Lucia. Über die Ökologie ist ansonsten nichts bekannt. Schlankblindschlangen leben im Allgemeinen grabend unter der Erdoberfläche und ernähren sich von Termiten und Ameisen sowie deren Larven; eine ähnliche Lebensweise ist daher auch für Tetracheilostoma breuili zu vermuten.